# Melanophryniscus pachyrhynus
Melanophryniscus pachyrhynus é uma espécie de anfíbio da família Bufonidae. Pode ser encontrada no Brasil, no município de São Lourenço do Sul, no estado do Rio Grande do Sul, e no Uruguai, em Cuchilla de Mangrullo, no departamento de Cerro Largo, e Sierra de Animals, no departamento de Maldonado.